# Eurytoma abalosi
Eurytoma abalosi är en stekelart som beskrevs av De Santis 1964. Eurytoma abalosi ingår i släktet Eurytoma och familjen kragglanssteklar. Inga underarter finns listade i Catalogue of Life.